# Lledoner pelut

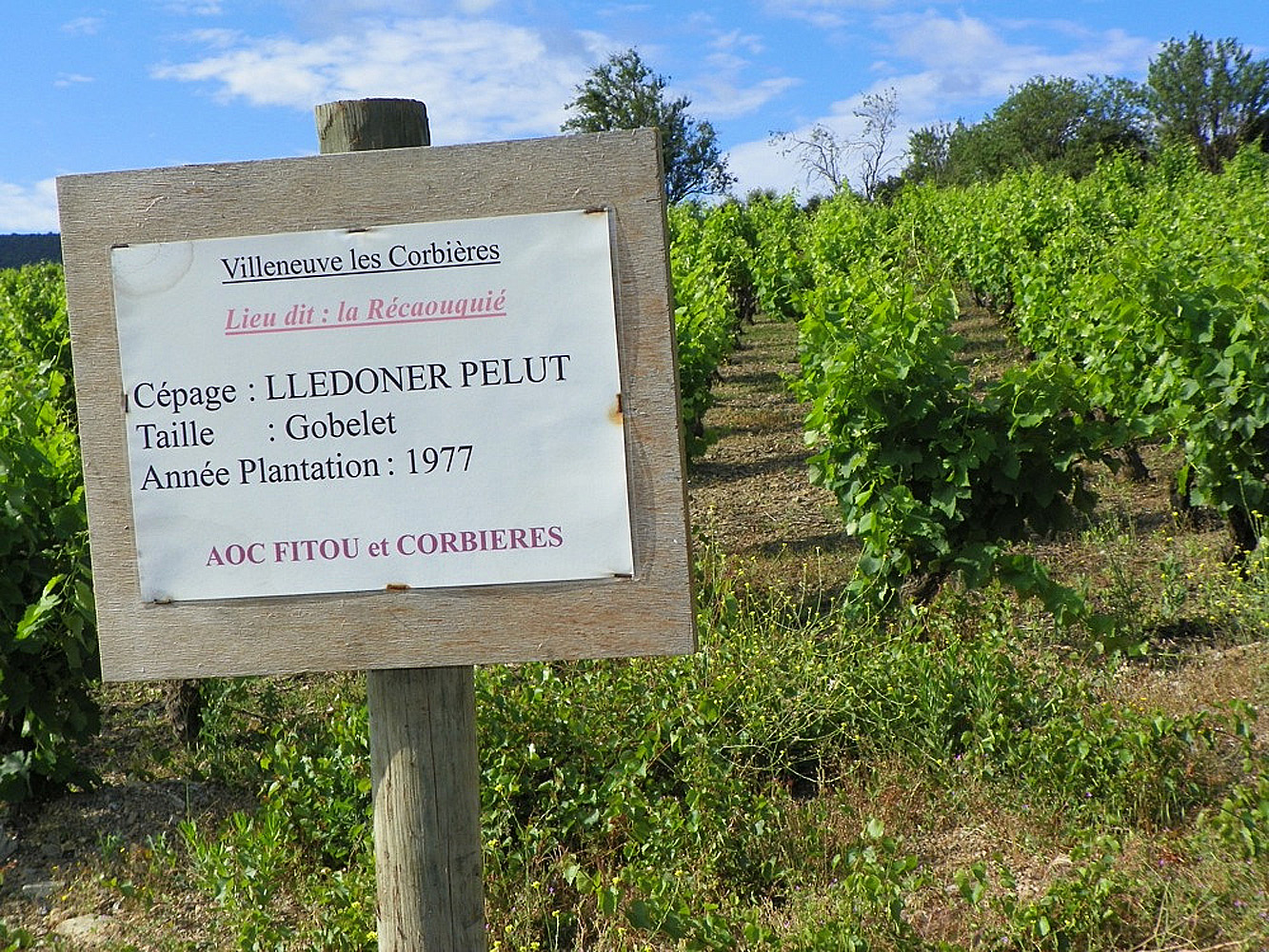
Winnica lledoner pelut w regionie AOC Corbières

Lledoner pelut – czerwona odmiana winorośli, mutacja czerwonej odmiany grenache, znanej także jako grenache noir. W odróżnieniu od niej spodnia strona liści jest silniej owłosiona. Przypuszczalnie pochodzi z Katalonii, gdzie uprawia się także grenache.

## Charakterystyka
Winogrona są dość duże i gęste. Grona okrągłe bądź lekko owalne, średnio duże, soczyste, o grubej, ciemnej skórce. Sok jest bezbarwny.
Lledoner pelut pączkuje dość wcześnie. Przy wilgotnej pogodzie w okresie kwitnienia ma tendencję do zrzucania zawiązków. Szczep jest przeważnie uprawiany w formie określanej jako gobelet. Jest dość odporny na mączniaka prawdziwego, ale wrażliwy na mączniaka rzekomego, eutypiozę oraz, w przeciwieństwie do grenache, grzyby botrytis.
Wino wytwarzane z garnacha peluda jest winem jakościowym, o wysokim poziomie alkoholu, pod warunkiem ograniczania wydajności. Najczęściej jednak odmiana jest składnikiem win kupażowanych z kilku odmian, wnosząc do nich swoją owocowość.

## Rozpowszechnienie

### Francja
Odmiana jest rozpowszechniona w południowo-zachodniej Francji, w regionie Langwedocja-Roussillon.
Wchodzi w skład win DOC pochodzących z apelacji: Banyuls, Cabrières, Caramany, Corbières, Coteaux de la Méjanelle, Coteaux de Saint Christol, Coteaux de Vérargues, Coteaux du Languedoc, Malepère (wcześniej nazywana Côtes de la Malepère), Côtes du Roussillon, Côtes du Roussillon-Villages, Faugères, Fitou, Minervois, Minervois-La-Livinière, Saint-Chinian i Saint Saturnin.
We Francji deklarowano 458 ha winnic obsadzonych odmianą lledoner pelut (według ONIVINS).

### Hiszpania
Odmiana jest charakterystyczna dla Katalonii (pod nazwą garnatxa peluda) i innych regionów w północno-wschodniej Hiszpanii (garnacha peluda). Według przepisów odmiana jest szczepem zalecanym we wspólnotach autonomicznych Aragonia i Katalonia. Uznana jest także uprawa w regionie Kastylia-La Mancha.

## Synonimy
Odmiana jest znana także pod nazwami: garnacha peluda, garnatxa peluda, grenache d’algérie, grenache gris, grenache tomenteux, grenache poilu, grenache velu, llladoner